# 柳島スポーツ公園
柳島スポーツ公園（やなぎしまスポーツこうえん）は、神奈川県茅ヶ崎市に所在する運動公園。

## 概要
相模川河畔（河口から神川橋までの範囲）では、相模川（馬入川）を管理する建設省（現在の国土交通省）が広く国有地を所有しており、茅ヶ崎市では同市中島の国有地の一部を建設省から借用し、1969年に『相模川河畔スポーツ公園』を整備し開場した。
しかし、2000年以後に国土交通省により新湘南バイパス延伸計画や河川堤防整備などの計画が構想されたのを受けて、茅ヶ崎市では『相模川河畔スポーツ公園』に替わる新しい運動公園の整備を考慮することとなり、2003年より事業構想に着手し、2007年10月に新運動公園候補地に茅ヶ崎市柳島向河原地区を定め、整備事業区域として計画を策定した。
2014年4月に茅ヶ崎市は『民間資金等の活用による公共施設等の整備等の促進に関する法律』に基づくPFI事業として『柳島スポーツ公園整備事業』の公開入札を公告し、入札の結果、亀井工業ホールディングスグループを落札者と決定し、整備事業を委託することとなった。
事業を落札した亀井工業ホールディングスグループでは、同社を母体として湘南ベルマーレスポーツクラブなどが参画した特別目的会社である茅ヶ崎スマートウエルネスパークを設立、施設の建設や運営を執行することとなった。施設建設は2016年2月に着工、2年間の建設・整備期間を経て2018年1月に完成に漕ぎ着けた。
2018年3月25日、柳島スポーツ公園は開園イベントを開催し、正式にオープンした。
なお、前身ともいえる相模川河畔スポーツ公園については、2019年3月31日をもって閉鎖されている。

## 施設

### 総合競技場
- 日本陸上競技連盟公認（第4種）
- 面積：23,300㎡
- トラック：400m×8レーン（全天候型）
- 夜間照明：5基
- 収容人数：メインスタンド 約1,300席

### テニスコート
- サーフェス：全天候型人工芝4面
- 面積：約2,800㎡
- 観客席：500席
- 夜間照明：あり
- 施設管理・運営：Palm International Tennis Academy

### その他
- コミュニティ広場（面積：約4,000㎡）
- 多目的広場（面積：約4,200㎡）
- ジョギングコース（ゴムチップウレタン、公園コース【833m】・競技場コース【630m】）
- クラブハウス
  - レストラン - Natural Foods 柳島 Kitchen[8]
  - 鍼灸整骨院湘南ベルマーレ茅ヶ崎コンディショニングセンター[9]

## アクセス
- 無料送迎バス  - JR東日本 茅ヶ崎駅 北口ロータリー 企業送迎バス停留所から公園まで直通（約15分）
- 路線バス
  - 茅ヶ崎駅北口ロータリー 3番バス停留所
    - 神奈川中央交通 ［茅31］又は［茅35］系統に乗車 「浜見平団地」下車、徒歩約10分。

  - 茅ヶ崎駅南口ロータリー 1番バス停留所
    - 神奈川中央交通 ［茅35］又は［茅37］系統に乗車 「浜見平団地」下車、徒歩約10分。
    - 2025年7月3日からは公園内に「柳島スポーツ公園」バス停が新設され、［茅38］系統の同停留所行き（既存の［茅37］系統の延伸）便も新設される[10]。